# Brachyurophis campbelli
Brachyurophis campbelli (кейп-йоркська лопатоноса змія) — вид отруйних змій родини аспідових (Elapidae). Ендемік Австралії.

## Поширення й екологія
Кейп-йоркські лопатоносі змії мешкають на півночі Квінсленду, від півострова Кейп-Йорк на південь до Лонгріча. Вони живуть у сезонно сухих тропічних рідколіссях. Живляться яйцями плазунів.